# A.P. Møller og Hustru Chastine McKinney Møllers Familiefond
 Ikke at forveksle med A.P. Møller og Hustru Chastine Mc-Kinney Møllers Fond til almene Formaal.
A.P. Møller og Hustru Chastine Mc-Kinney Møllers Familiefond er en dansk fond, der blev stiftet af grundlæggeren af A.P. Møller-Mærsk, Arnold Peter Møller og hans hustru, Chastine Estelle Roberta Mc-Kinney Møller.
Fonden ejer 9,85 procent af aktierne i virksomheden og står i den kommende tid over for at blive splittet op, fordi børnebørn og oldebørn ifølge den fundats har ret til at arve formuen efter Mærsk Mc-Kinney Møllers død i april 2012. Møller var indtil sin død formand for fondens bestyrelse.